# Eulytine
L'eulytine (simbolo IMA: Eul) è un minerale raro della classe dei minerali dei "silicati" con formula chimica Bi4[SiO4]3. Da un punto di vista chimico, l'eulytine è quindi un silicato di bismuto(III).

## Etimologia e storia
La storia della scoperta dell'eulytine è alquanto complicata, poiché il minerale è stato descritto da Johann Friedrich August Breithaupt tre volte con nomi diversi nel giro di pochi anni all'inizio del XIX secolo.
Breithaupt fece la prima descrizione come eulytine sotto forma di sferette cresciute con una superficie lucida. Una seconda descrizione fu fatta sotto il nome di blenda di bismuto (wismutblenda), in cui Breithaupt affermava di conoscere il minerale da anni, ma di aver sempre pensato che si trattasse di sfalerite. Solo nel 1826 ricevette materiale con cristalli che gli permisero una caratterizzazione mineralogica. Ancora più a lungo (dal 1819 circa) Breithaupt era a conoscenza di un deposito di blenda di bismuto con "fiori di cobalto su una miscela di ghiaia di cobalto, quarzo e bismuto" dalla Grube Gesellschaft vicino a Schneeberg.
Breithaupt effettuò una terza descrizione nell'ultimo sistema minerale di Abraham Gottlob Werner sotto il nome di arsenico-bismuto (arsenik-wismuth):
Il bismuto arsenico è abbastanza simile nell'aspetto alla blenda fibrosa bruna (blenda di conchiglie), ma è sempre molto diverso da essa in termini di colore, morbidezza, ecc. […] Le modifiche più belle sono da Neuglück a Monteneve, con quarzo e selce, lì altre di Adam Heber.»
La citazione di cui sopra è in senso stretto la prima descrizione per l'eulytine, con il nome da un lato e la descrizione dall'altro presi da due diverse sezioni della stessa pubblicazione. Il nome eulytine, che deriva da Breithaupt, si riferisce alla parola greca εύλυτος ('eulytos', facile da sciogliere) e si riferisce alla caratteristica del minerale di sciogliersi "rapidamente in modo incredibile in una perla di vetro abbastanza traslucida" davanti al cannello a soffiatura.
La località tipo per il minerale è il Neuglücker Stollnort nel Kalbe Fundgrube, vicino a Schneeberg, nei Monti Metalliferi in Sassonia. Secondo il Type Mineral Catalogue Germany, il campione tipo non esiste, ma secondo le informazioni contenute nel Manuale di Mineralogia, dovrebbe essere conservato presso l'Istituto Mineralogico dell'Università di Freiberg in Germania con il nº 80824.
Solo poco tempo dopo la sua descrizione della blenda di bismuto, Breithaupt aveva riconosciuto l'identità dei tre minerali eulytine, blenda di bismuto e arsenico-bismuto. Più tardi, Friedrich August Frenzel lo mise nuovamente in discussione; egli studiò un minerale trovato a Johanngeorgenstadt sotto forma di piccole sfere o emisferi di struttura fibrosa radiale o aggregati concentrico-fibrosi come un polimorfo monoclino di eulytine e lo descrisse come un nuovo minerale agricolo. Fu Clifford Frondel che per primo stabilì l'identità definitiva tra l'eulytine, che si trova nei cristalli, e l'agricolite, che forma aggregati caratteristici.

## Classificazione
Nell'obsoleta, ma in parte ancora in uso, 8ª edizione della sistematica minerale secondo Strunz, l'eulytine apparteneva alla classe dei minerali dei "silicati e dei germanati" e quindi alla sottoclasse dei "nesosilicati", dove è l'unico membro del gruppo senza nome VIII/A.12.
La 9ª edizione della sistematica minerale di Strunz, valida dal 2001 e utilizzata dall'IMA, classifica anche l'eulytine nella classe "9. Silicati (germanati)" e lì nella sottoclasse "9.A Nesosilicati". Tuttavia, questa divisione è ora suddivisa in modo più preciso in base alla presenza di ulteriori anioni e alla coordinazione dei cationi, in modo che il minerale sia classificato nella suddivisione "9.AD Nesosilicati senza anioni aggiuntivi; cationi in coordinazione [6] e/o maggiore", dove è l'unico membro del gruppo senza nome 9.AD.40.
Anche la sistematica dei minerali secondo Dana, che viene utilizzata principalmente nel mondo anglosassone, classifica l'eulytine nella classe dei "silicati e germanati" e lì nella sottoclasse dei "nesosilicati". Qui è l'unico membro del gruppo senza nome 51.05.04 all'interno della suddivisione "Nesosilicati: gruppi SiO4 che possono essere trovati solo con cationi in coordinazione >[6].

## Abito cristallino
L'eulytine cristallizza nel sistema cubico nel gruppo spaziale I43d (gruppo nº 220), con i parametri del reticolo a = 10,30 Å e quattro unità di formula per cella unitaria.
La struttura cristallina dell'eulytine è costituita da piramidi di BiO3 con il bismuto alla sommità della piramide e da tetraedri SiO4 isolati che formano una struttura collegata da angoli comuni. Il bismuto è anche coordinato a distanze maggiori da 3+3 atomi di ossigeno. Non è noto un minerale naturale isostrutturale con l'eulytine. D'altra parte, alcuni composti sintetici come il bismuto germanato (Bi4(GeO4)3) sono strutturalmente identici.

## Proprietà
Il colore dei cristalli e degli aggregati di eulytine a Schneeberg va dal marrone chiodo di garofano al marrone rossastro e al giallo ceroso. Gli aggregati sferici di Schneeberg sono bruno-nerastri e nero-brunastri, ma possono anche essere completamente neri. Il colore degli aggregati sferici di Johanngeorgenstadt è descritto come giallo vino, incolore e completamente color acqua. Nella luce trasmessa, l'eulytine è da incolore a marrone chiaro. Il colore dello striscio dell'eulytine da trasparente a opaca, d'altra parte, va dal bianco al grigio-giallastro. I cristalli di eulytine hanno una lucentezza simile a quella del diamante.
Il minerale mostra una scissione piuttosto imperfetta dopo la {110} di base, ma si rompe a causa della sua fragilità simile al vetro o al quarzo, con i bordi di frattura che formano conchiglie o irregolari. Con una durezza Mohs di 5,5 – 6, l'eulytine è uno dei minerali medio-duri che può essere graffiato un po' più facilmente con una lima d'acciaio rispetto al minerale di riferimento ortoclasio. La densità calcolata del minerale è di 6,76 g/cm³.
L'eulytine può essere fusa molto facilmente davanti al cannello a soffiatura sul carbone; in acido cloridrico (HCl) si decompone molto facilmente.

## Origine e giacitura
L'eulytine è un raro prodotto di alterazione dei minerali primari di bismuto e si forma secondariamente nella zona di ossidazione dei depositi idrotermali di minerali contenenti bismuto, ed è anche nota dalle pegmatiti di granito.
Nelle miniere di Monteneve, l'eulytine è associata alla bismutite e al quarzo e può anche essere accompagnata da bismuto nativo, atelestite, pucherite, walpurgite, beyerite, eritrite e nickelskutterudite. I minerali associati nella cava di Hechtsberg vicino a Hausach sono namibite, crisocolla e quarzo. In altri giacimenti, calcocite, bismite, clinobisvanite e mrazekite, tra gli altri.
L'eulytine è stata descritta come una rara formazione minerale solo da alcune località, ma può essere un po' più comune in alcune località. Finora (a partire dal 2016), sono noti circa 70 siti.
A Schneeberg, l'eulytine è conosciuta dalle miniere "Adam Heber", "Daniel", "Gesellschaft", "Güldener Falk", "Hoffnung", "Junge Kalbe", "Pucher-Schacht", "Sauschwart", "Siebenschlehen", "Weißer Hirsch", "Weinstock" e "Weißhäuptel". È stata trovata anche nelle miniere "Vereint Feld" e "Schaarschacht" vicino a Johanngeorgenstadt, nonché nelle "Stamm Asser" e "Gottes Geschick" sul Graul vicino a Schwarzenberg (tutte nei Monti Metalliferi, Sassonia). Siti ben noti nella Foresta Nera (Baden-Württemberg) sono la "cava di Hechtsberg" vicino a Hausach e la cava di Clara nella valle di Rankach vicino a Oberwolfach.
Dalle Wiesbachrinne, negli Alti Tauri nel Salisburghese (Austria), e le cave di Iragna, nel Canton Ticino (Svizzera). Da Dognecea vicino a Ocna de Fier nel Banato (distretto di Caraș-Severin, in Romania). Dalle miniere "Elias", "Adam" e "Rovnost", tutte a Jáchymov; da Horní Slavkov, (regione di Karlovy Vary) e da Smrkovec (Repubblica Ceca). In Francia, dalla regione del Blienschwiller – Dambach-la-Ville, Sélestat, Basso Reno, così come da Heidenbach vicino a Munster e dal massiccio del Brézouard vicino a Sainte-Marie-aux-Mines, entrambi in Alto Reno, tutti in Alsazia. Dalle vene di Buckbarrow Beck, Waberthwaite, a Southern Fells, in Cumbria (Inghilterra). Dal deposito Sn-W di Syuigachan, Archdistretto di Badzhalski, territorio di Chabarovsk (nel Circondario federale dell'Estremo Oriente, Russia).
Negli Stati Uniti, l'eulytine è stata trovata nella miniera "Elizabeth R." a Chief Mountain, nel distretto di Pala nella contea di San Diego, nella miniera "Blue Bell" vicino a Baker, Soda Lake Mts, nella contea di San Bernardino, in California, e nella miniera di "Linka" nel distretto di Spencer Hot Springs, nella contea di Lander, in Nevada. Dalla miniera di "Evans-Lou" a Lac Saint-Pierre, Outaouais (nel Québec, Canada). In Australia, il minerale è noto dal Wombat Hole Prospect nella gola di Morass Creek, Benambra, Victoria, e dalla miniera di Biggenden nella contea di Biggenden, nel Queensland.
Altri siti sono stati segnalati da Australia, Cina, Repubblica Ceca, Francia, Germania, Giappone, Nepal, Polonia, Russia, Spagna e Tagikistan.

## Forma in cui si presenta in natura
Il minerale sviluppa cristalli isometrici di dimensioni fino a 2 mm, la cui forma portante è il tetraedro o una tristedra. Sono comuni anche gli aggregati concentrico-fibrosi e sferici, precedentemente noti come agricolite.